# Шегині
Шеги́ні — село в Україні, в Яворівському районі Львівської області, адміністративний центр Шегинівської сільської громади. Населення становить 1100 осіб. Орган місцевого самоврядування — Шегинівська сільська рада.

## Географія
Відстань до міста Мостиська становить близько 13,5 км і проходить автошляхом М11. Розташоване поблизу кордону з Польщею. Діє міжнародний пункт пропуску через державний кордон Шегині—Медика.

## Назва
Існує дві легенди щодо етимології назви села:
- перша легенда говорить, що монголо-татари ідучи на захід, зустріли великий опір галицьких воїнів і на горі Шаленій відбувся бій. В цьому бою загинув монголо-татарський вождь Шах. Тут на горі його поховали і насипали курган. Від словосполучення Шах гине назвали місце Шахиня — Шегиня.
- друга легенда стверджує, що першоназвою було Чигині походить від дієслова «чигати» (чекати): «…давним давно, коли при дорозі ріс ліс, розбійники тут чигали на торговців. З часом назва трансформувалася у Чегині, а далі — Шигині.»[2]

## Історія
В документі 1566 року війтівство у Шегинях було пожиттєво надано православному Перемиському єпископу Антонію Радиловському. В XVI ст. село належало одному з польських феодалів, який одержав його від Королівства Польського. На цей час в селі жили люди різного соціального стану. Були, так звані, Кметі (kmiec′), Загородники (Zagrodnicki) і люди, що служили при панському дворі.
Кметів нараховувалось п'ять сімей, вони вважалися заможнішими і здавали данину: вівса — на пів колоди, по одній курці, 10 штук яєць, й робили те, що їм наказували і виходили на роботу до панського двора. До них належали: Федір Кудко, Іван Брінцелович, Яцько Бусько. Платили вони податки і грішми, сума яких становила: 2 злотих 17 грош і 14 динар.
Власників корчми було два, які теж сплачували податок.
Крім цих людей в селі нараховувалось 24 загородники, вони володіли невеликими городами, не платили за нього, а лише відбували панщину по два дні в тиждень. До них належали: Матвій Куліп, Іван Торський, Гнат Волошин, Іван Гук та інші.
Раз на рік в селі скликали збори Перемишльського староства, на яких був присутній представник уряду Перемишльського староства. В той час жителі села складали станціонний податок для утримування війська, яке прибувало під час зборів і розміщалось по дворах. Війська могли стояти на утриманні селян до року.
На цей час в с. Шегині був став, який винаймав пан Орлік на 3 роки за 48 злотих, а коли приїжджав урядовий староста, то із ставу спускали воду і він вибирав рибу.
У XVII ст. село далі перебувало під владою польських панів, які жорстоко експлуатували селян. У 1787 р. село належало княжній Софії Любомирській, яка походила з роду Красінських. Вона розпоряджалася всіма справами села.
На час скасування панщини (1848 р.) в селі було 202 селянських двори, а землі — 734 морга, 4 двори володіли 10-14 моргами землі, а було ще 12 халупників, які нічого не мали. Всі відбували повинність. Здавали 117 мотків волокна, 60 кірців вівса, 90 штук птиці, 1134 штук яєць. За те, що було звільнено їх від кріпацтва, селяни заплатили 16326 флоринів.
На кінець XIX ст. на північний захід від села знаходився фільварок Копань, що належав Мечиславу Павліковському, який мав 150 моргів орного поля, лук і городів, пасовищ — 21 моргів, лісу — 615 моргів. Дрібних власників нараховувалось 182 двори, в яких жило 1036 чоловік.
У 1918 році в селі відкрито школу коли австрійську конюшню переобладнали у навчальні класи. Навчали у школі граматики, арифметики і релігії всіх дітей села віком від 7 до 10 років.
У 1925 році в Шегинях діяла 5-класна школа.
До початку II Світової війни в Шегинівській школі вже навчалися діти у 6 класах.
Покоління панів Павліковських зберігало свої володіння на території с. Шегині до 1939 р.
У вересні 1939 р. в селі була встановлена Радянська окупаційна влада. На захід від села були побудовані міцні залізобетонні військові укріплення для захисту кордону, який проходив на той час по р. Сян за 14 км від села.
22 червня 1941р. прикордонні війська дали перший бій німцям. Опір був настільки сильним, що німецькі війська не змогли прямим ударом захопити укріплення. Село було загарбане лише в обхід через Львів.
У липні 1944 р. Шегині змінили загарбників на рядянські війська.
За радянських часів школа була реорганізована в семилітню і восьмилітню.
В 1947 в с. Шегині було організовано колгосп «Прикордонник». Перший протокол засідання правління загальних зборів колгоспників зберігався в музеї революції в Москві. Протягом свого існування в колгоспі вирощували зернові культури, цукровий буряк. Окрема галузь-тваринництво. Було побудовано три великі ферми і сучасний тваринницький комплекс.
У 1978-1979 рр. в селі було побудовано нову триповерхову школу на 320 місць.
19 вересня 1989 року села Костив'ята і Шегині об'єднано в одне село Шегині — рішенням виконавчого комітету Львівської обласної ради народних депутатів.

## Сучасність
В селі знаходиться 314 приватних садиб.
Систематично їздять маршрутні таксі Шегині — Мостиська, Львів, Яворів, Трускавець, Самбір.
У селі є церква Преображення Господнього місцевої громади ПЦУ.
У 1996р. школу реорганізовано в середню, де навчаються 227 учнів не лише із Шегині, але із Бикова та Буцева.
З 2003р.-2005р. село повністю газифіковано. Відкрито новий Укртелеком, працює поштове відділення, побудовано два готелі, чотири АЗС, чотири філіали банків, вісім продуктових гуртівень, два ресторани, три бари, двадцять одна торгова точка.

## Населення
- 900 осіб (1959)
- 1100 осіб (2001)

### Мова
Розподіл населення за рідною мовою за даними перепису 2001 року:
| Мова       | Кількість | Відсоток |
| ---------- | --------- | -------- |
| українська | 1058      | 96.18 %  |
| російська  | 21        | 1.91 %   |
| польська   | 16        | 1.46 %   |
| білоруська | 4         | 0.36 %   |
| румунська  | 1         | 0.09 %   |
| Усього     | 1100      | 100 %    |

## Інфраструктура
За радянських часів у селі розташовувався колгосп «Прикордонник», який мав З тис. га земельних угідь. Провідна зернова культура — жито, з технічних — цукрові буряки і льон-довгунець.
У селі є восьмирічна школа, а також школа сільської молоді, бібліотека, клуб. Відкрито шевську та кравецьку майстерні.

## Уродженці
- Махліновський Сергій Данилович — військовик. Народився 04.01.1956 р. у прикордонному селі Шегині, Мостиський район, Львівська область, в родині офіцера-прикордонника. З 1977 року, після закінчення Московського Вищого прикордонного військово-політичного училища, проходив службу в Чернівецькому прикордонному загоні. З посади начальника 6-ї прикордонної застави, яка розташовується в селищі Селятин Путильського району Чернівецької області, був направлений на війну в Афганістані. Багато з тих подій сьогодні бачаться по-іншому. А тоді… Тоді «по той бік річки» йшла справжня війна, кривава та жорстока, неоголошена, а тому невідома. Сергій Махліновський особисто брав участь в 4-х бойових операціях. 29.06.1986 р. при проведенні бойової операції десантно-штурмова група, яку очолював майор, потрапила в засідку. Офіцер-прикордонник зумів вселити впевненість підлеглим. Чіткими і умілими діями організував оборону, а потім — миттєву контратаку. Прикордонники із боєм зайняли вигідну позицію. Десантно-штурмова група забезпечила висадку і вступ у бій головних сил прикордонників. Махліновський в цьому бою був тяжко поранений. Під час евакуації від розриву міни загинув. Майора Маліновського солдати поважали і називали просто Даниловичем. Ім'я Сергія Махліновського присвоєно прикордонній заставі в с. Селятин Чернівецького прикордонного загону 10 лютого 1999 року. Його ім'я літератор, бібограф В'ячеслав Шинкарь ввів до історико-краєзнавчого видання «І чорніли тюльпани…» (м. Вернівці: Відавничо-інформаційний центр «Місто» , 2020. — С. 124). Юхим Гусар.
- Яріш Сергій Андрійович (1992—2023) — молодший сержант Збройних сил України, учасник російсько-української війни. Герой України (посмертно).